# Persystentność pestycydu

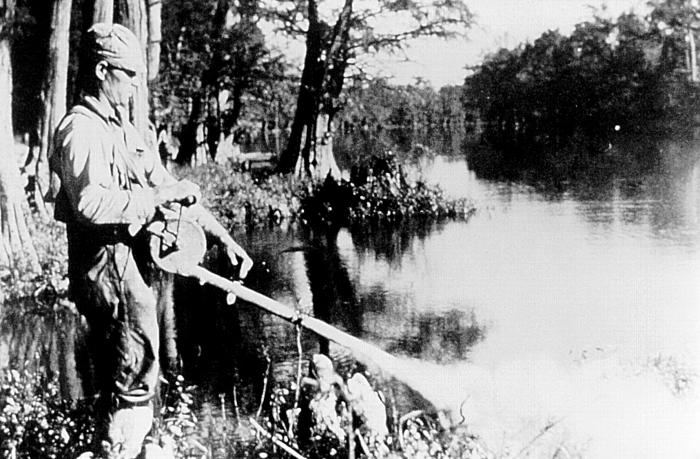
Rok 1958 USA oprysk DDT przeciwko komarom malarycznym.

Persystentność herbicydu – trwałość herbicydu w środowisku wyrażona długością okresu rozpadu na związki nieszkodliwe dla biocenozy.

## Przyczyna skażenia
Źródłem persystentnych związków chloroorganicznych w środowisku naturalnym jest działalność człowieka świadoma np. produkcja i stosowanie pestycydów, rozpuszczalników, dielektryków, płynów hydraulicznych itp. jak i niezamierzona np. przy produkcji pulpy celulozowej, dezynfekcji wody chlorem, spalania odpadów itp.

## Toksyczność
Związki persystentne są bardzo niebezpieczne ze względu na swoją toksyczność i zjawisko biokumulacji w poszczególnych ogniwach łańcucha pokarmowego. Szczególnie narażony jest człowiek, ponieważ znajduje się na szczycie piramidy pokarmowej.
Związki persystentne ulegają przemianom abiotycznym: hydroliza, fotoliza, jak i biotycznym: biotransfromacja przez mikroorganizmy i przemiany w organizmach wyższychjednak przemiany tych związków są niezwykle powolne. Okres półtrwania związków halogenoorganicznych w organizmie człowieka sięga kilkunastu, nawet kilkudziesięciu lat. Szacuje się, że po nagłym ustąpienia narażenia człowieka np. na PCB, ich stężenie w tkankach spadłoby poniżej granicy wykrywalności dopiero w szóstym pokoleniu.
| związek      | t1/2 w latach |
| ------------ | ------------- |
| DDT          | 7             |
| α-,β-,γ-HCH  | 6             |
| HCB          | 5             |
| PCB          | 1-15 (40)     |
| PBB          | 12            |
| 2,3,7,8-TCDD | 5-10          |